# Геленберг
Геленберг (нім. Gelenberg) — громада в Німеччині, розташована в землі Рейнланд-Пфальц. Входить до складу району Вульканайфель. Складова частина об'єднання громад Кельберг.
Площа — 3,96 км2. Населення становить 80 ос. (станом на 31 грудня 2020).